# Routes en Corée du Nord
 (septembre 2023).
Les routes en Corée du Nord sont classées en sept niveaux : les autoroutes, et les routes du niveau 1 à 6. La route est le réseau  secondaire de déplacement en Corée du Nord, derrière le transport ferroviaire. Le réseau routier est peu développé. Les routes sont globalement en mauvais état, elles sont peu usitées et une faible partie de son réseau est pavé.

Principales routes en Corée du Nord en 2009.

## Historique

### Aperçu général
Le développement du réseau routier en Corée du nord a commencé après la guerre de Corée (1950-1953).
Le réseaux routier est découpé en trois axes : côte est, côte ouest, liaison est-ouest. Les ressources financières faibles et le terrain montagneux ont exercé de fortes contraintes sur le développement du système routier. Les routes sont globalement peu développées, cela s'explique par les restrictions sur les déplacements, les problèmes de carburant et de la quasi-absence d'automobiles privées.

### Construction des routes
Les routes ont été restaurées dans les années 1950 à la suite de leur endommagement lors la guerre de Corée, puis les années 1960 ont été une période de création de routes pavées (en) autour du centre de Pyongyang. Dans les années 1970 de nombreuses voies rapides ont été construites, suivi des années 1980 où un réseau pour le transport touristique a émergé, les années 1990 continuent cette politique et y ajoutent des routes pour les Zones Économiques Spéciales du pays.

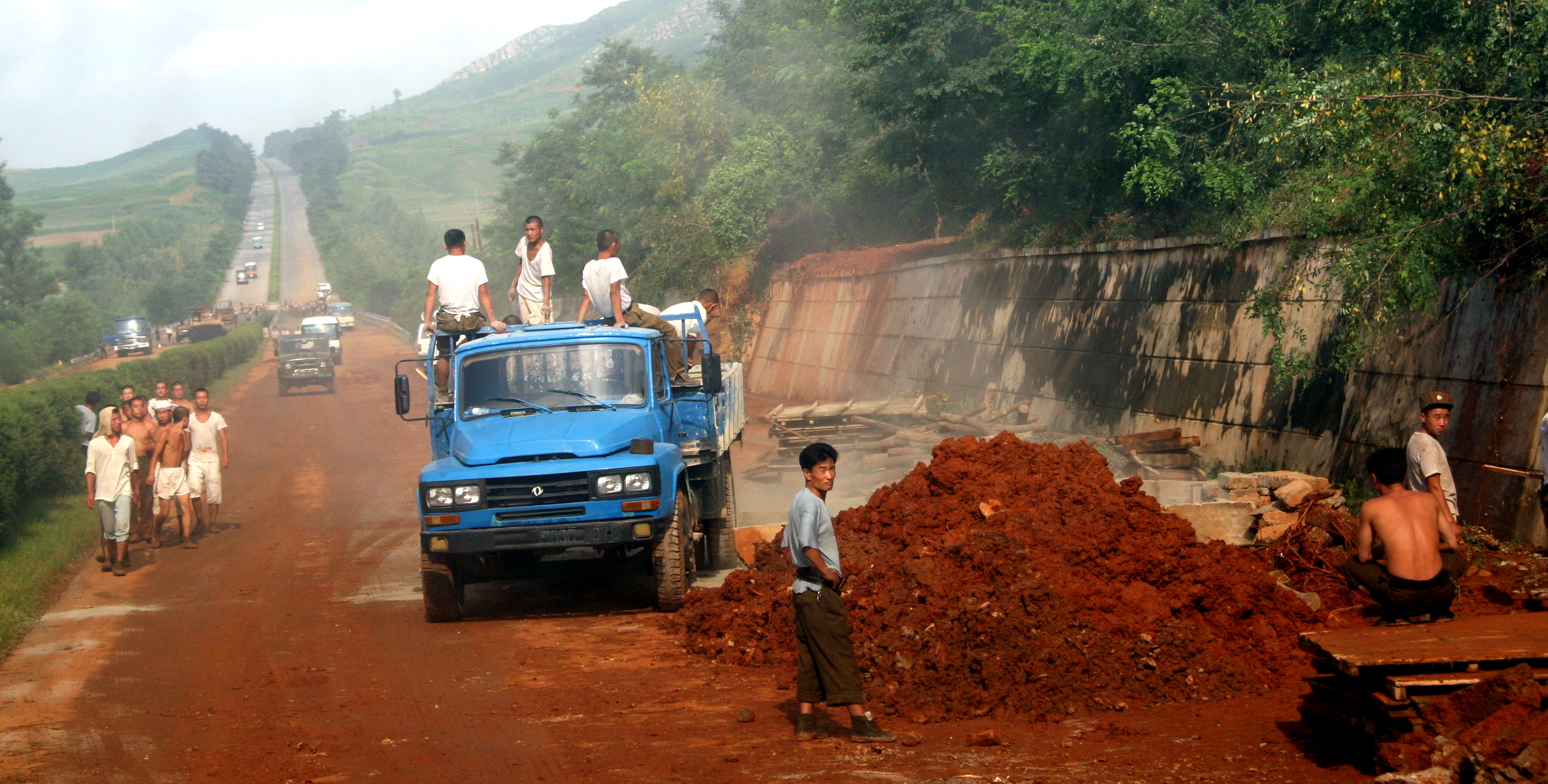
Construction de routes en Corée du Nord. Le camion bleu au premier plan est un camion de fabrication chinoise Dongfeng Motors.

Le dirigeant Kim Il-sung a annoncé que : « les routes avaient pour but de résoudre le problème de la circulation dans les régions montagneuses éloignées et de permettre aux équipements agricoles d'atteindre les terres cultivées. Mais les routes ne doivent pas être construites sur des terres cultivées. Il est tout à fait inacceptable de transformer une terre agricole en route ».
Les étudiants sont mobilisés dans les projets de construction routière depuis les années 1960. Kim Il-sung a participé à l'agrandissement d'une route entre le centre de Pyongyang et un district au nord-est de la capitale, soit une distance d'environ 16 kilomètres. Cette expérience a ensuite été présentée par Kim Il-sung comme un modèle de participation des étudiants aux projets de construction.
Pour la construction de l'autoroute de Pyongyang-Nampo, la Corée du Nord a mobilisé massivement la population en appelant les étudiants, les employés de bureaux et les ouvriers à participer. Le travail a été réalisé en bonne partie manuellement.

### Entretien et gestion
Depuis 1978, une agence routière spécialisée a été créée.
Les membres du Parti du travail, les ouvriers et l'armée construisent et entretiennent les routes.
Les routes de classe 5 et 6 sont entretenues par les fermes coopératives et les fermes gérées par l'État. Par ailleurs, l'ensemble de la population est mobilisé deux semaines par an, pendant la « semaine des amoureux de la route » et participe à l'entretien des routes.

## Système de classification
En 1949, un règlement sur la gestion des routes établi la création de 5 catégorie pour les routes : les voies rapides et les autres routes avec des niveaux de 1 à 4.
Le 10 février 1964, le système à 4 niveaux est réformé en 6 niveaux, pour une meilleure organisation de la gestion et de l'entretien des routes,. Depuis 1964, les routes en Corée du Nord sont décomposées en sept catégories : les autoroutes et six niveaux de routes générales,,.

Composition de la Plate-forme routière : accotements + chaussée.

| Classification | Rôle                                                | Nombre de voies | Largeur d'une voie (m) | Largeur de l'accotement (m) | Largeur de la chaussée (m) | Largeur de la plateforme (m) | Trafic (véhicules/jour) | Organisme de gestion    |
| -------------- | --------------------------------------------------- | --------------- | ---------------------- | --------------------------- | -------------------------- | ---------------------------- | ----------------------- | ----------------------- |
| Autoroutes     | Routes d'importance particulière                    | 4 ou plus       | 3,5 à 4                | 1,5 à 4,0                   | 14,0 ou plus               | 17,0 ou plus                 | 5500 ou plus            | National (Gouvernement) |
| Route 1        | Capital-Province                                    | 2 ou plus       | 3,5                    | 1,5 ou plus                 | 7,0 ou plus                | 10,0 ou plus                 | 5500 ou plus            | National (Gouvernement) |
| Route 2        | Province-Province                                   | 2               | 3,5                    | 1                           | 7                          | 9                            | 2500 à 5500             | National (Gouvernement) |
| Route 3        | Province-Comté/ Comté-village (et/ou Comté-Comté ?) | 2               | 3                      | 0,75                        | 6                          | 7,5                          | 800 à 2500              | National (Gouvernement) |
| Route 4        | Comté-village (routes militaires)                   | 2               | 2,75                   | 0,5                         | 6                          | 6,5                          | 300 à 800               | Province                |
| Route 5        | Village-Village                                     | 2               | 2,5                    | —                           | 5                          | 5                            | 150 à 300               | Province ou Comté       |
| Route 6        | Village-Hameau                                      | 1               | —                      | —                           | 3,0 à 3,5                  | 3,0 à 3,5                    | —                       | Province ou Village     |

## Caractéristiques des routes
Le réseau routier nord-coréen a été façonné avec les fortes contraintes géographique et topographique de son territoire.
De manière générale, les routes principales ont deux voies ou moins, elle ne sont pas lisses et ont de nombreux nids de poule. La qualité des routes est mauvaise. Les infrastructures comme les ponts et les tunnels sont très exposés aux risques d'inondations, les ponts sont parfois emportés par les eaux. L'infrastructure de sécurité routière fait défaut.
Les routes générales de niveau 1 ne sont pas pavées, elle ne disposent pas d’égout ni d'éclairage public.
Les voitures peuvent difficilement se croiser sur les routes générales, la chaussée faisant 3 mètres de large, si deux voitures viennent à se croiser, il ne reste que 15 centimètres de chaque côté.
Les routes en Corée du Nord en 2020 sont comparables au routes sud-coréennes des années 1970.

### Nombre de kilomètres et pavage
Il y a un manque de données précises et fiables sur l'étendue et le surfaçage des routes en Corée du Nord. Cela entraine des écarts entre les différents chiffres utilisés par les chercheurs sur le sujet.
En 1988, la Corée du Nord annonce que son infrastructure routière est longue de 75 500 km. Les Sud-coréens en appliquant leurs normes estiment ce réseau entre 25000 et 30 000 km. En effet, les Nord-coréens prennent en compte les chemins de ferme dans ce calcul, ce qui est exclu par les Sud-coréens.
En 1999, le réseau routier est estimé à environ 31 200 km  dont 1 717 km sont pavés.
En 2006, le The World Factbook publié par la Central Intelligence Agency recense 25 554 km de routes dont 724 km sont pavées.
En 2016, le réseau de routes est estimé à 26 176 km, soit 25 % de la longueur du réseau routier en Corée du Sud (en).
En 2019, selon l'institut Statistics Korea, les routes s'étendent sur 26 180 km, soit 23% du réseau de route sud-coréen. Hors autoroutes 10% des routes sont pavées.

## Rôle dans les transports
L'infrastructure routière est peu développé en Corée du Nord. Les routes ont un rôle secondaire, d'assistance, par rapport au transport ferroviaire,.

## Autoroutes

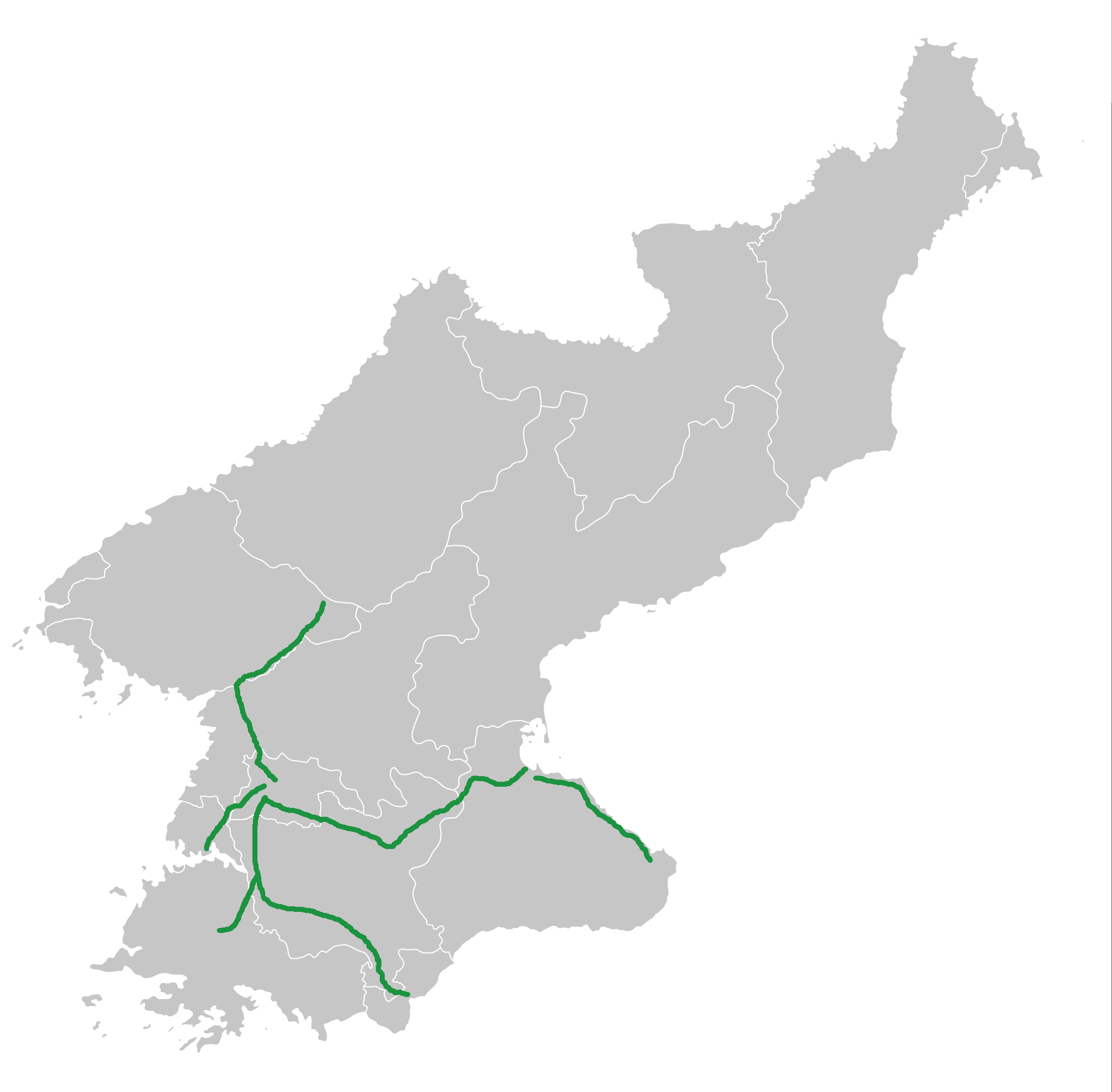
Carte des autoroutes en Corée du Nord en 2014.

La Corée du Nord compte six autoroutes s'étendant sur 660 km, dont trois grandes autoroutes à plusieurs voies :
- l'autoroute Pyongyang-Wonsan (en), une voie rapide, ouverte en 1978, à quatre voies, de 196 km, reliant Pyongyang et Wonsan.
- l'autoroute de Pyongyang-Nampo (autoroute Youth Hero), une voie rapide, ouverte en 2000, à quatre voies, de 43 km, reliant Pyongyang et Nampo.
- l'autoroute Pyongyang-Kaesong, une autoroute, ouverte en 1992, à quatre voies, de 100 km, reliant Pyongyang et Kaesong.

En 1978 est construite la première autoroute du pays, l'autoroute de Pyongyang-Nampo. Les premiers péages sont installés en 2018 sur l'autoroute Pyongyang-Wonsan.

Vues des autoroutes nord-coréennes
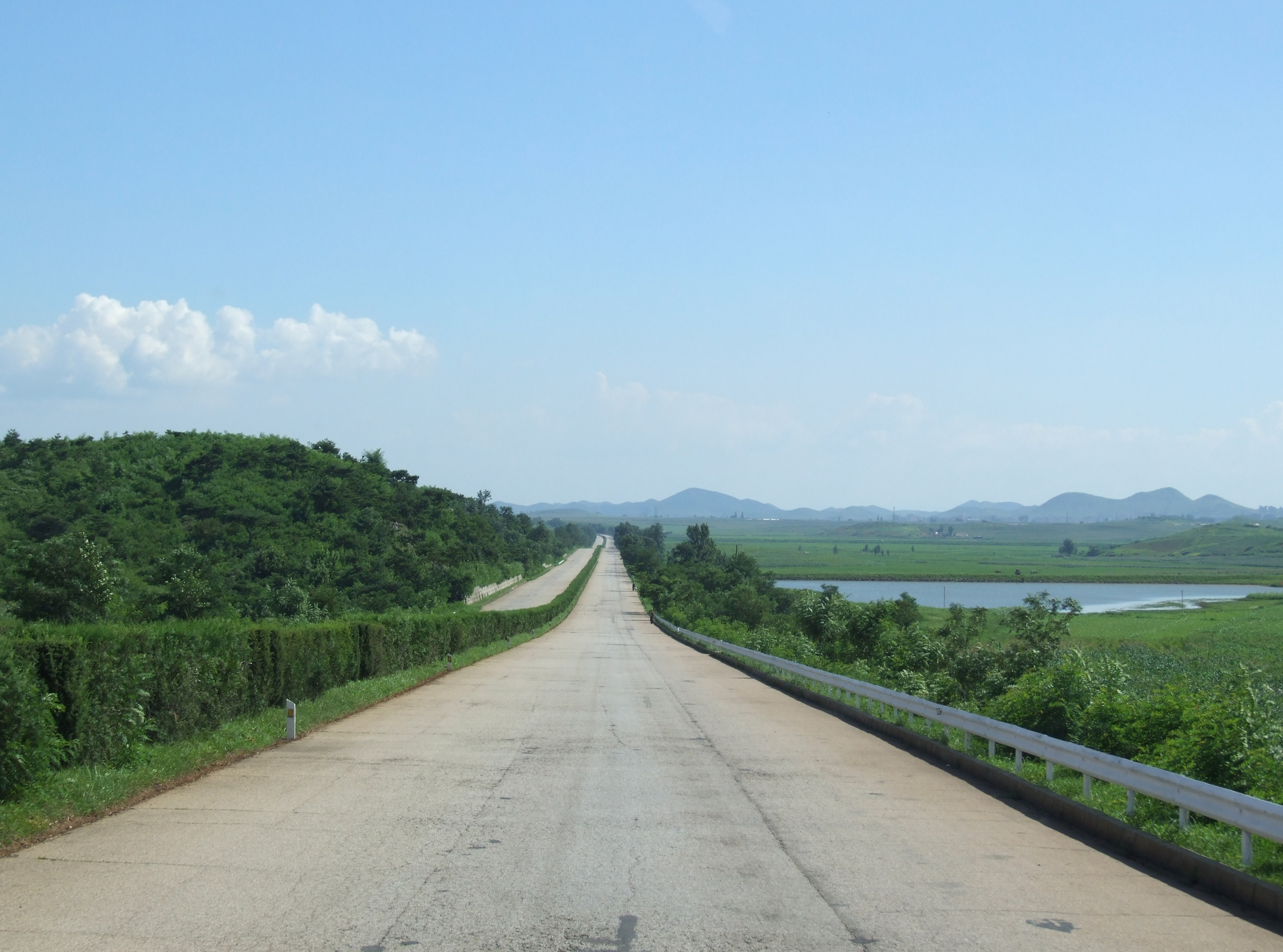
Autoroute Pyongyang-Kaesong
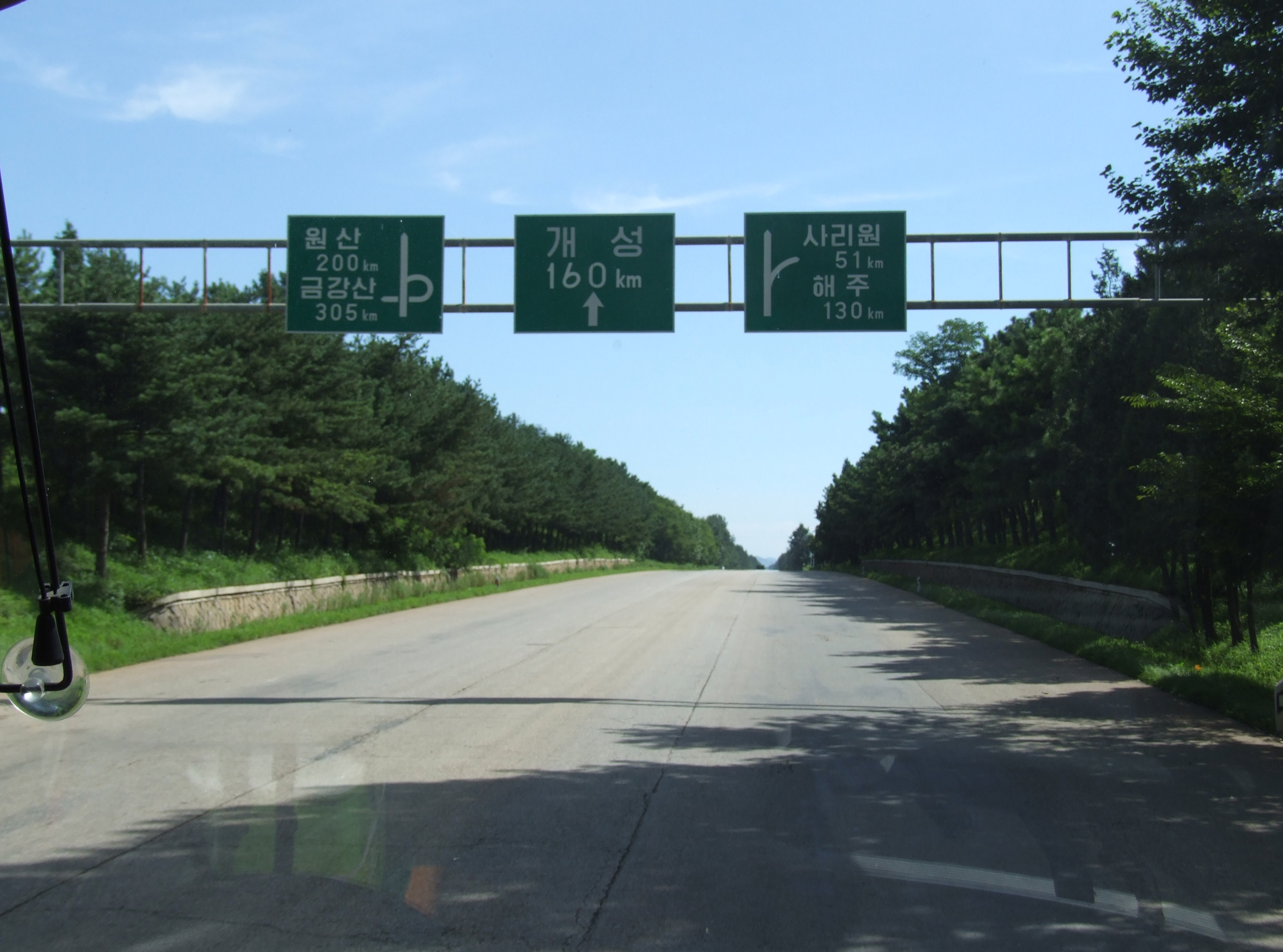
Panneau de direction sur l'autoroute Pyongyang-Kaesong
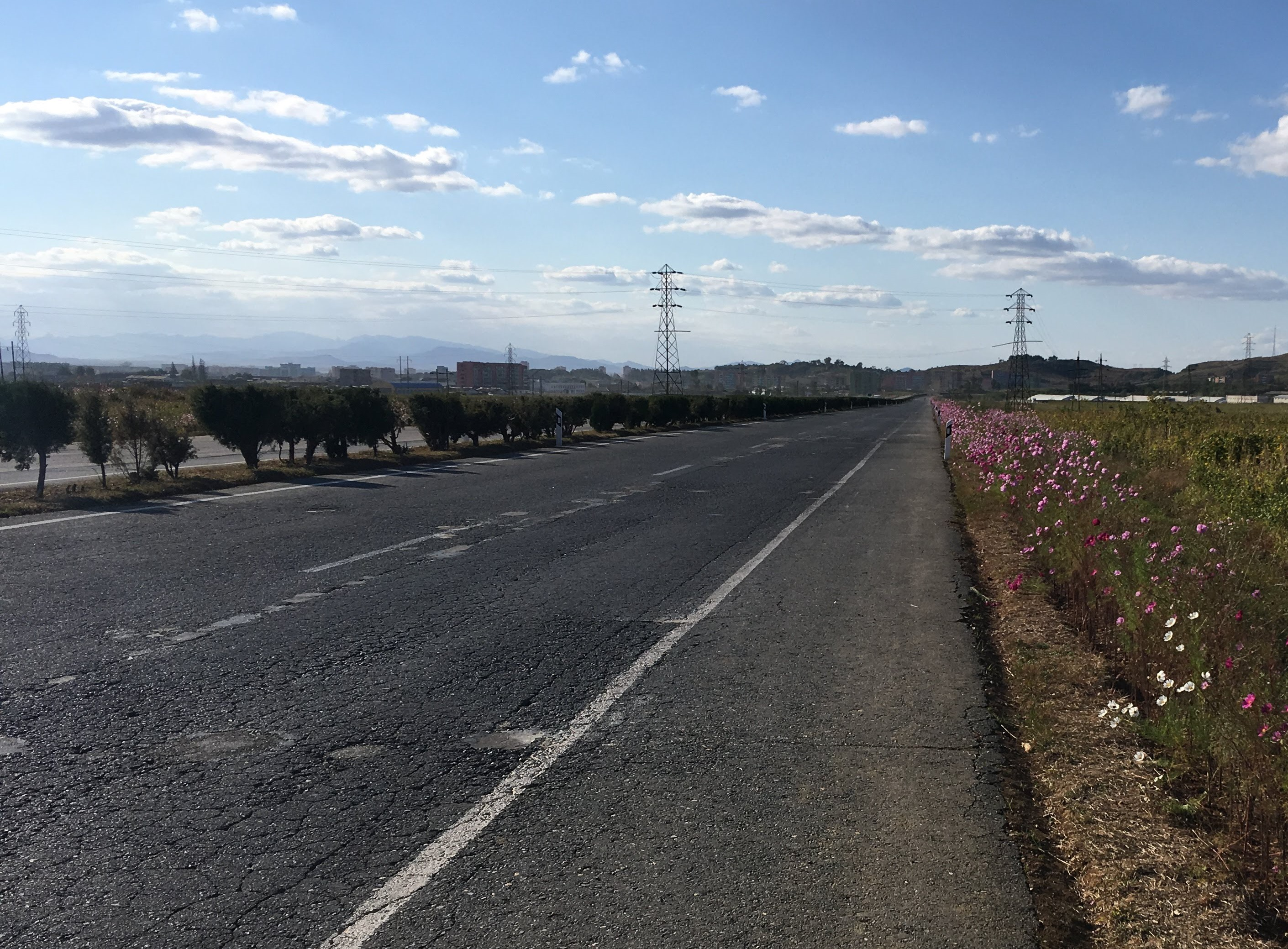
Autoroute Pyongyang-Kaesong près de Sariwon
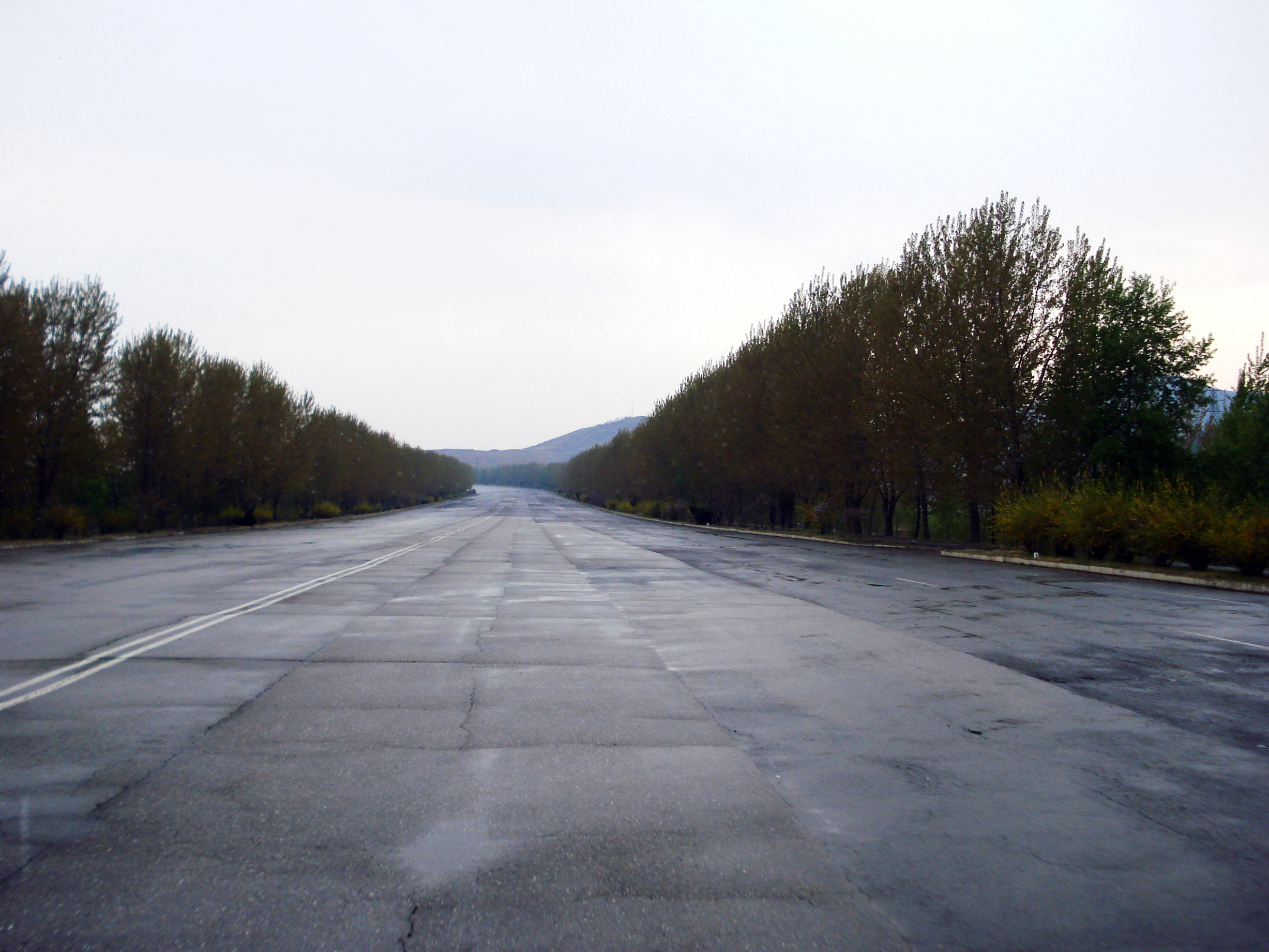
Autoroute reliant Pyongyang à Nampo

### Route asiatique

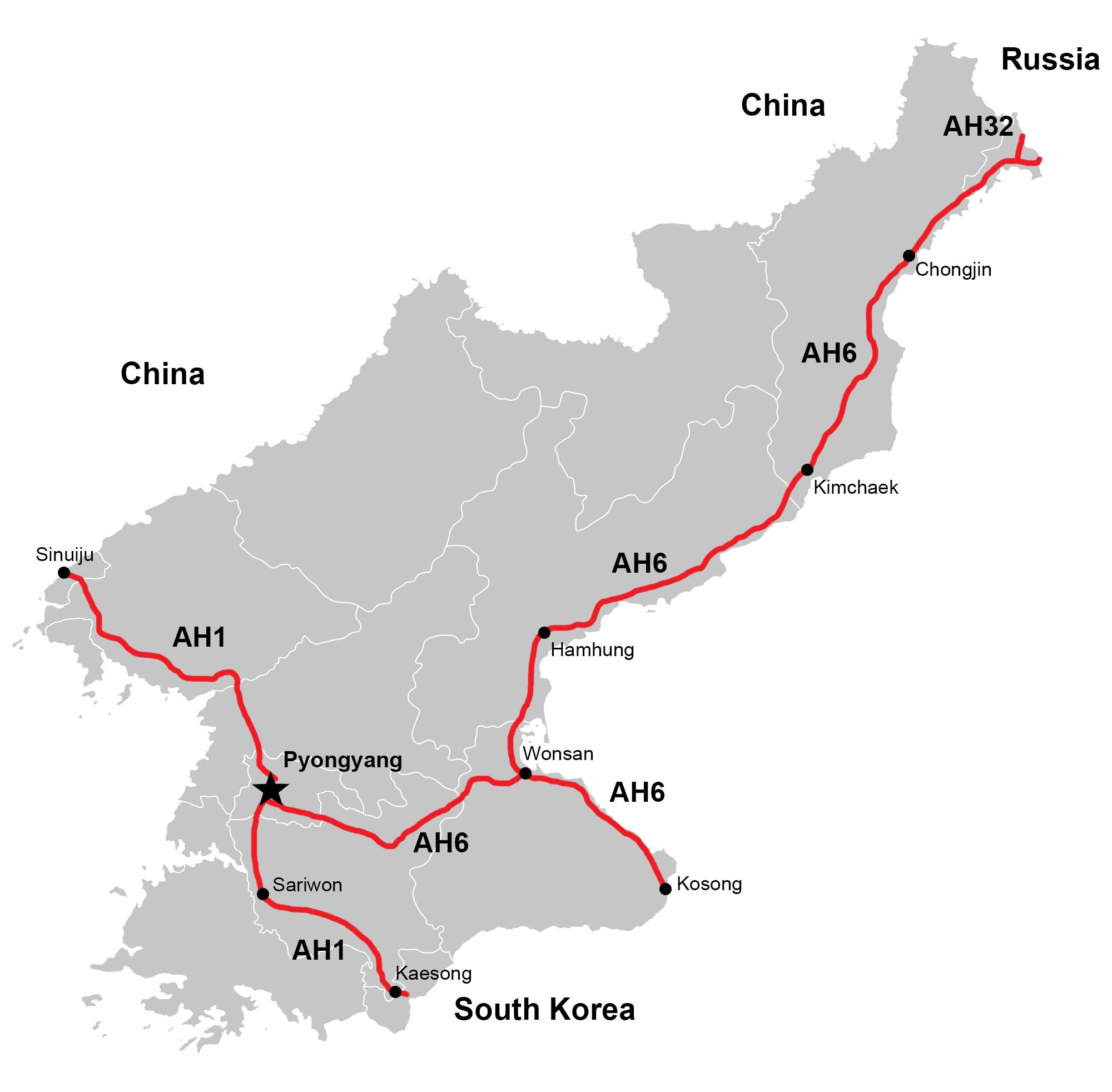
Carte des AH1-AH6-AH32 en Corée du Nord.

Les autoroutes asiatiques (Asian Highway ou AH) sont un projet de coopération de routes en Asie porté par l'UNESCAP, formalisé le 18 novembre 2003.
Les portions d'autoroute de Sinuiju à Kaesong font partie de l'autoroute asiatique 1 (AH1).
La routes AH1, AH6 et AH32 passent à travers la Corée du Nord,, ce réseau représente 1 320 km dans le pays,.
| Numéro de route | Itinéraire                                                                       | Longueur (km) |
| --------------- | -------------------------------------------------------------------------------- | ------------- |
| AH1             | Panmunjom – Pyongyang – Sinuiju                                                  | 405           |
| AH6             | Kosong – Wonsan (– Pyongyang) – Chongjin – Sonbong – Khasan – Border with Russia | 855           |
| AH32            | Sonbong – Wongjong                                                               | 60            |

## Transport automobile
Le transport automobile est limité par une série de règlements. Selon l'exilé nord-coréen Kim Ji-ho, à moins qu'un conducteur civil ne reçoive un permis spécial, il est interdit de conduire seul (le conducteur doit transporter des passagers). Les autres permis civils sont : 
- un permis de mobilisation militaire (pour transporter des soldats en temps de guerre)
- un certificat de formation de conducteur (à renouveler chaque année)
- un document de validité du carburant (un certificat confirmant que le carburant a été acheté auprès d'une source autorisée), et
- un certificat mécanique (pour prouver que la voiture est en état de marche)[12].

Depuis 2017, les vélos électriques deviennent populaires à Pyongyang ; environ 5 % des vélos sont électriques. Des bicyclettes électriques produites localement et des bicyclettes électriques chinoises étaient disponibles.

## Signalisation routière en Corée du Nord

Panneau stop.

Depuis 1945/1946, la circulation se fait à droite sur les routes[réf. nécessaire]. Dans les villes, la vitesse de circulation est déterminée par la voie dans laquelle se trouve le conducteur.
Les panneaux en cercle rouge avec le numéro à l'intérieur indique les limites de vitesse. Sur les autoroutes, la limite habituelle est de 80 km/h et de 100 km/h pour les voies de droite. La voie la plus à droite d'une autoroute est parfois, comme sur l'autoroute Pyongyang-Myohyang, limitée à 60 km/h près des points de jonction des bretelles d'accès.
En dehors de Pyongyang, des ronds-points sont souvent utilisés aux carrefours très fréquentés.
La loi nord-coréenne interdit de marcher ou de faire du vélo sur les autoroutes. La circulation sur autoroutes est limité aux véhicules autorisés que sont les véhicules militaires, les bus interurbains, les véhicules de transport d'urgence et les véhicules transportant des habitants visitant des sites révolutionnaires ou des touristes étrangers.

## Coopération Nord-Sud
Des coopérations en la Corée du Nord et la Corée du Sud dans le domaine de l'infrastructure routière sont régulièrement évoqués. Cela concerne très souvent des projets de routes reliant les deux Corées, comme la route vers Kaesong, ou la route pour la zone touristique des monts Kumgang.
Lors du sommet intercoréen de juin 2000, la rénovation des routes est évoquée comme un sujet pour l'amélioration des relations nord-sud.
En 2013, la président Park Geun-hye propose un corridor de transport terrestre « Initiative Eursasie », permettant de relier la Chine et la Russie à la Corée du Sud en passant par la Corée du Nord, mais le projet n'a pas aboutit du fait des sanctions imposé sur la Corée du Nord,.
Il a été convenu le 28 juin 2018 d'améliorer deux routes nord-coréennes pour les rendre conforme aux standard internationaux. Il a été prévue de moderniser la voie ferroviaire Donghae sur la côte est et la voie ferroviaire Gyeongeui connectant Séoul à Pyongyang via la ville de Kaesong.

## Nombre de véhicule
Selon Andrei Lankov en 2007, il y aurait de 20000 à 25000 passagers par an dans le pays.
Et selon les chercheurs de l'Université du Wisconsin à Madison il y aurait approximativement 30000 voitures dans le pays.

## Galerie

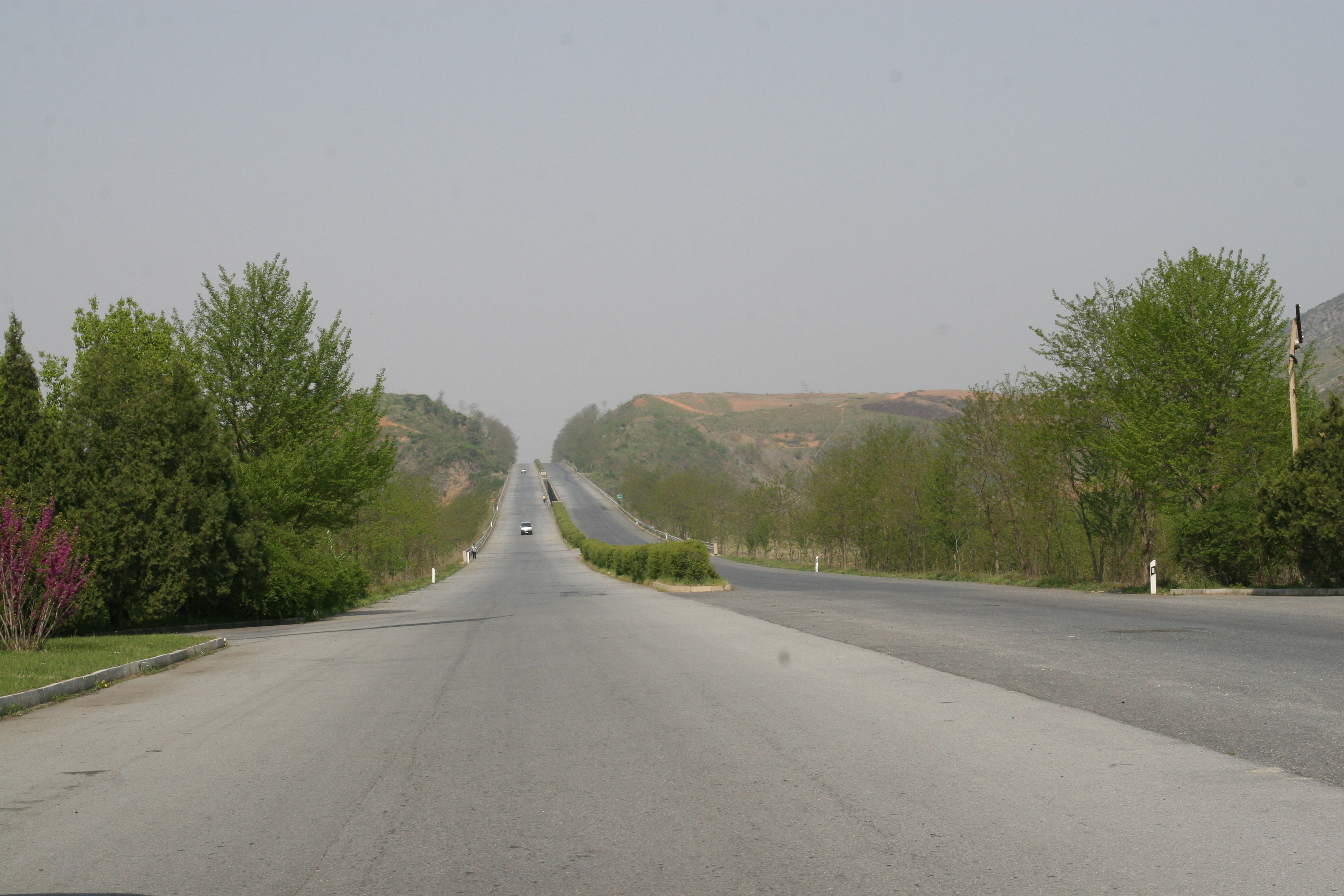
Autoroute Pyongyang-Kaesong
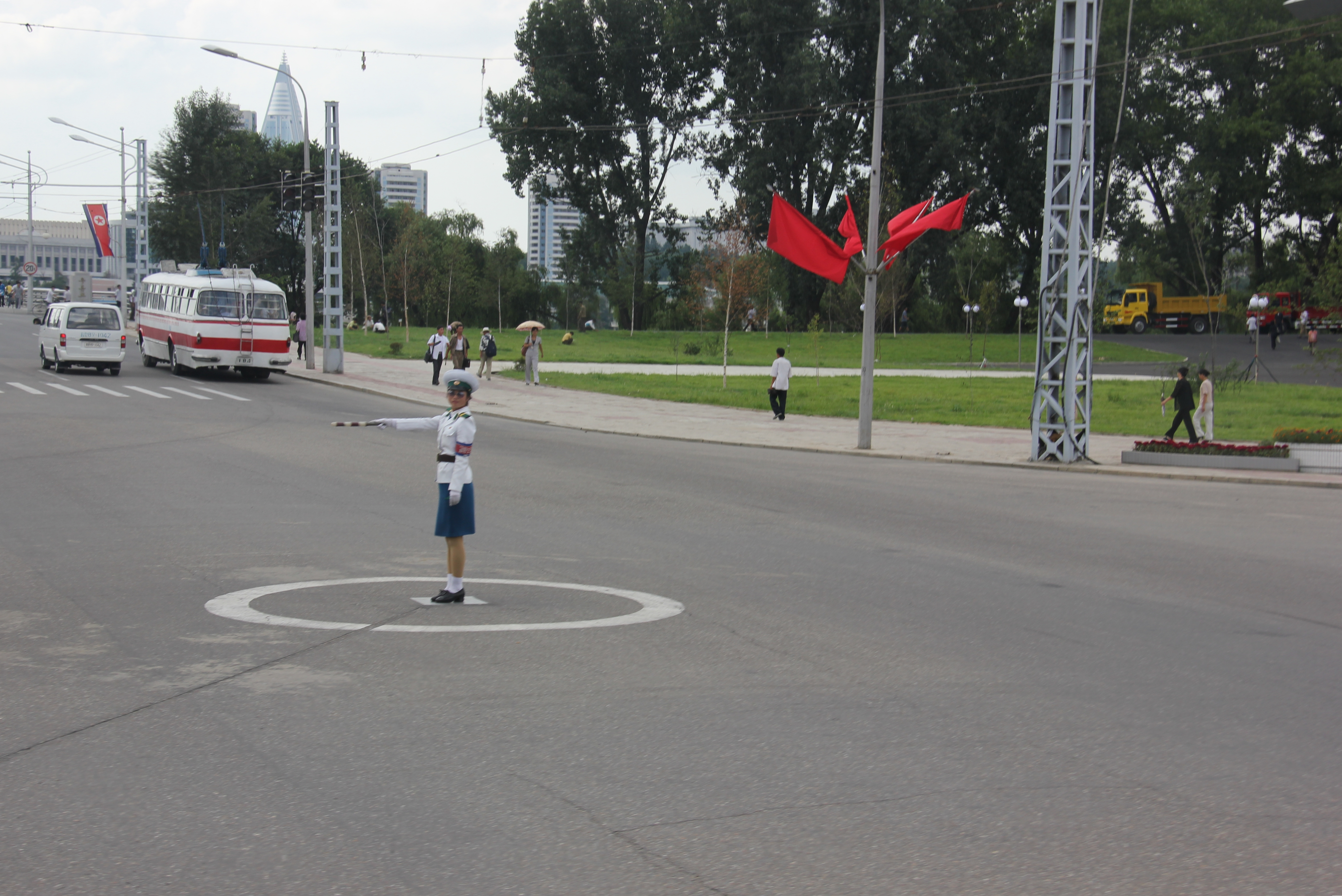
Un carrefour routier à Pyongyang
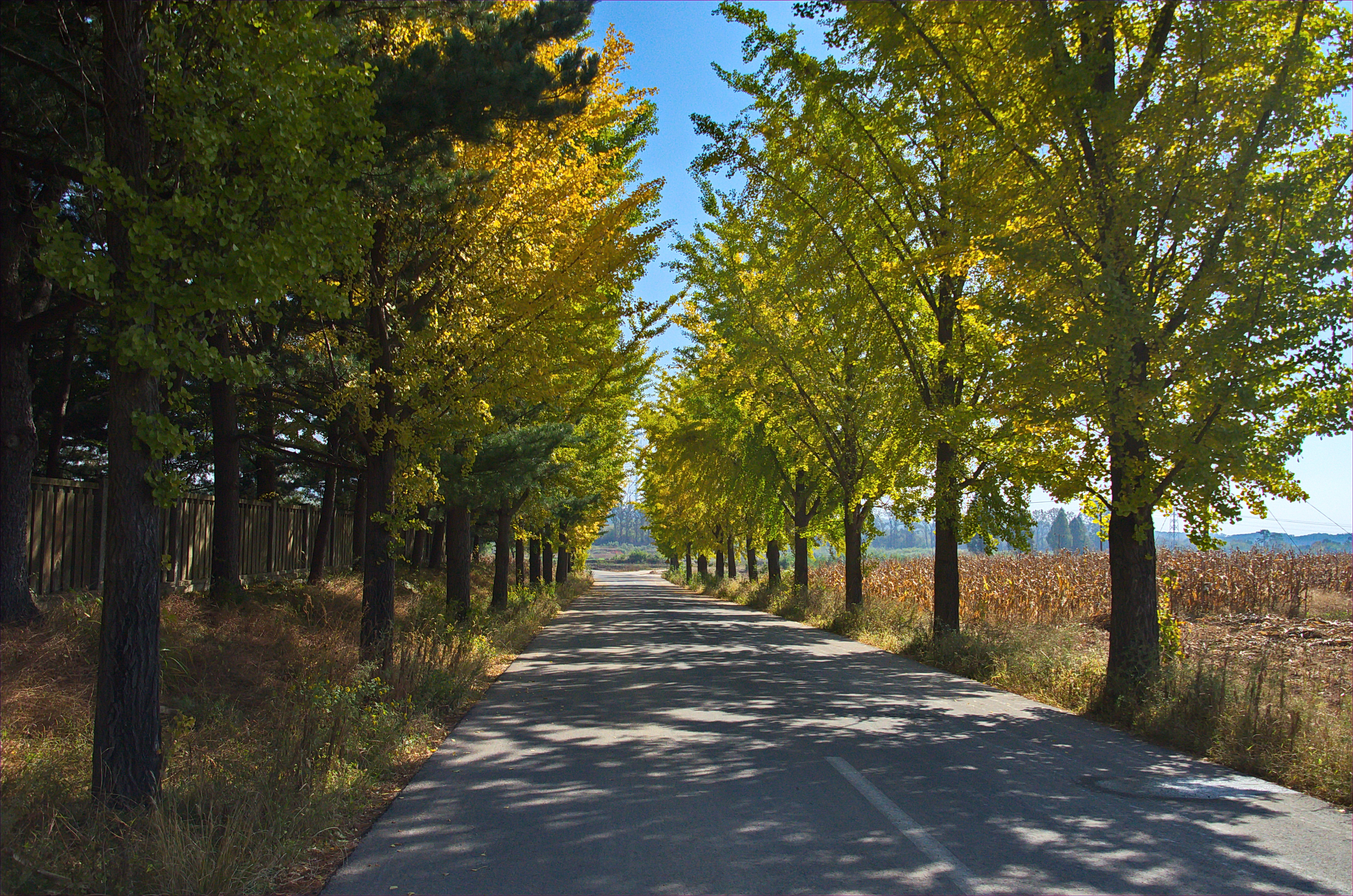
Route pavée, vers Panmunjon, à la frontière avec la Corée du Sud
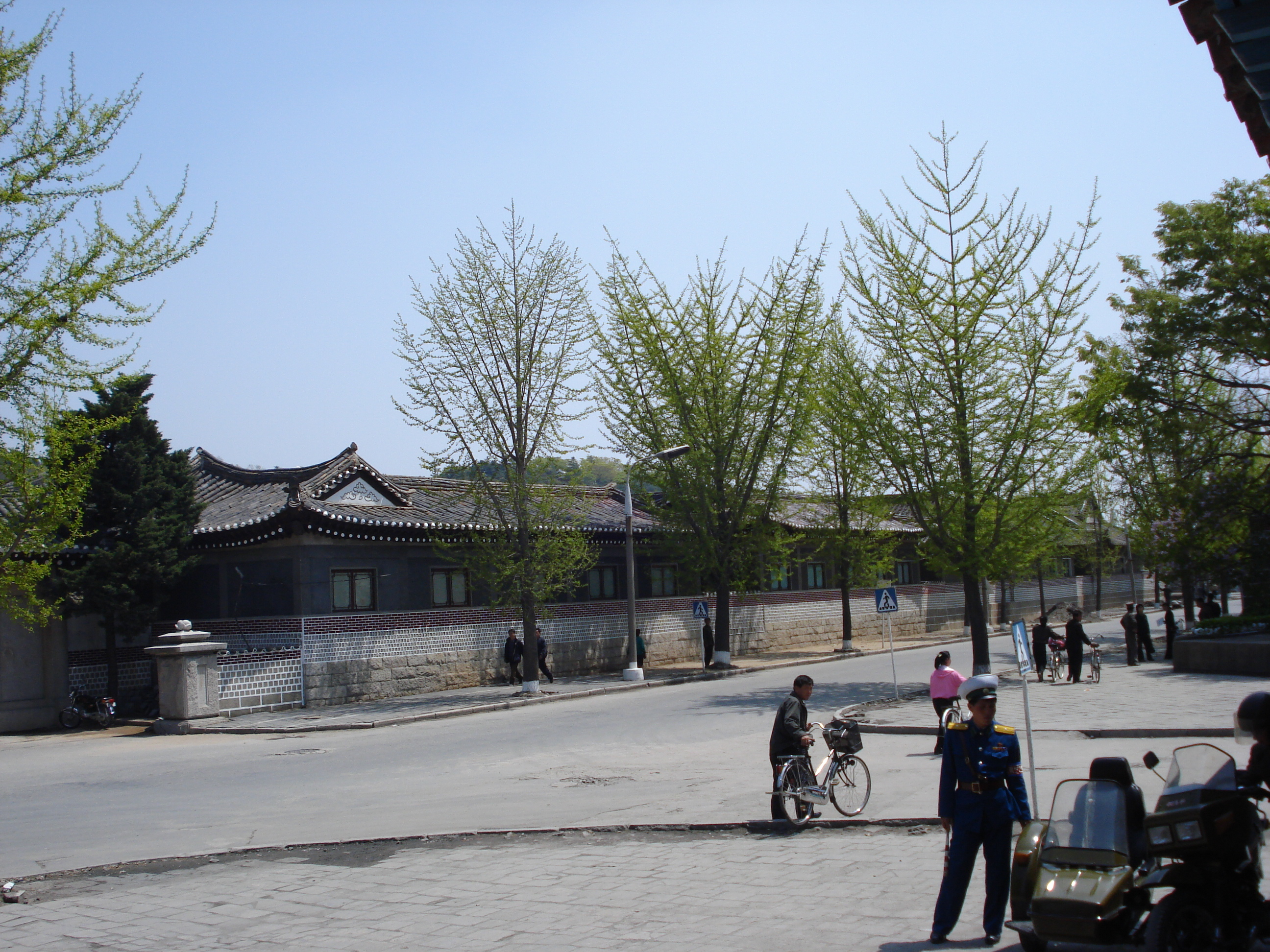
Une route secondaire à Kaesong
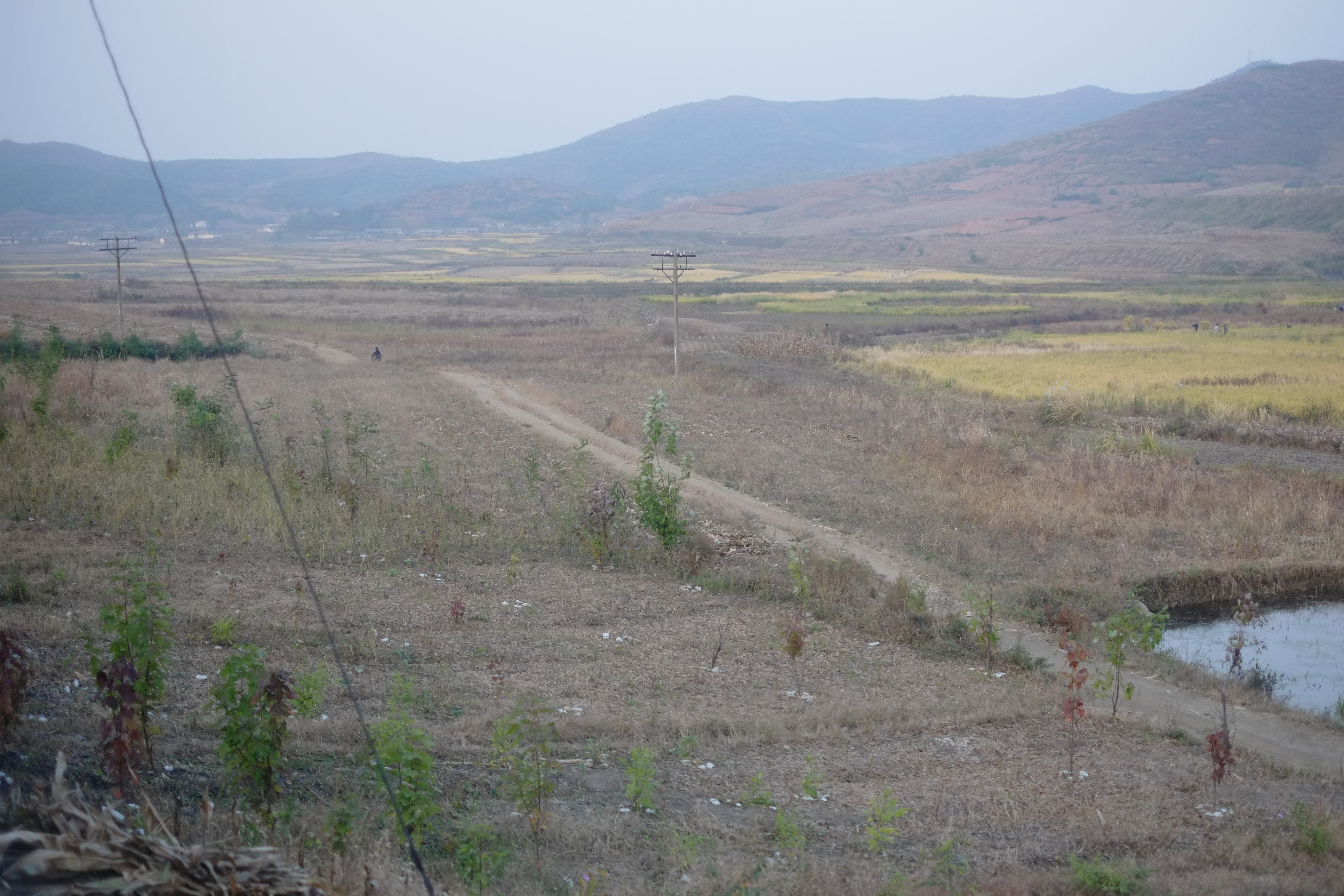
Route à travers une zone rurale
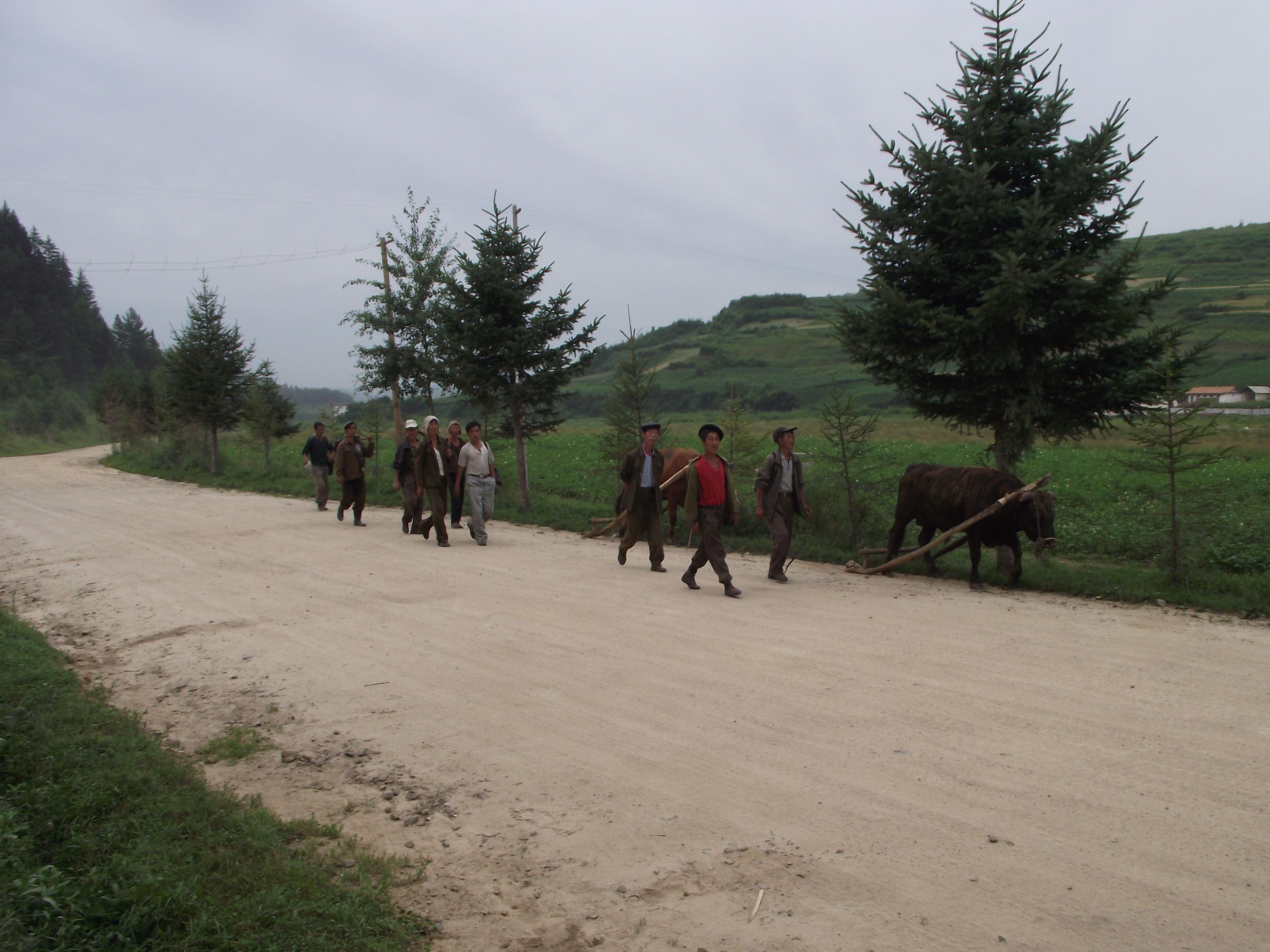
Route avec des piétons
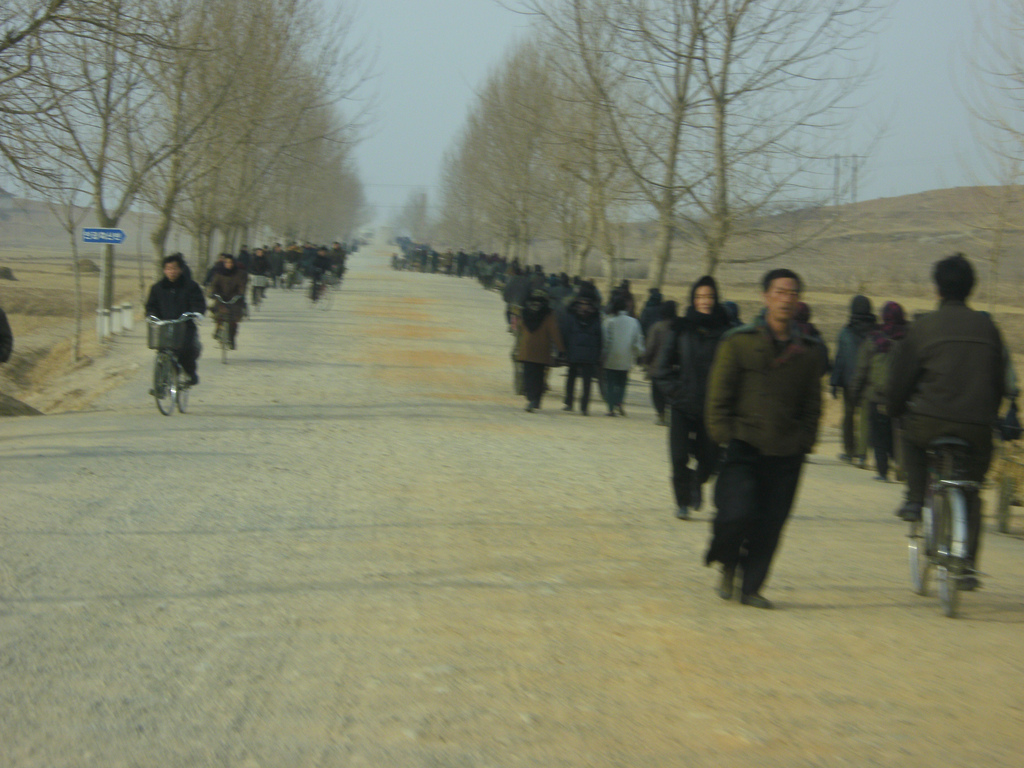
Traffic principalement piéton et cycliste sur une route
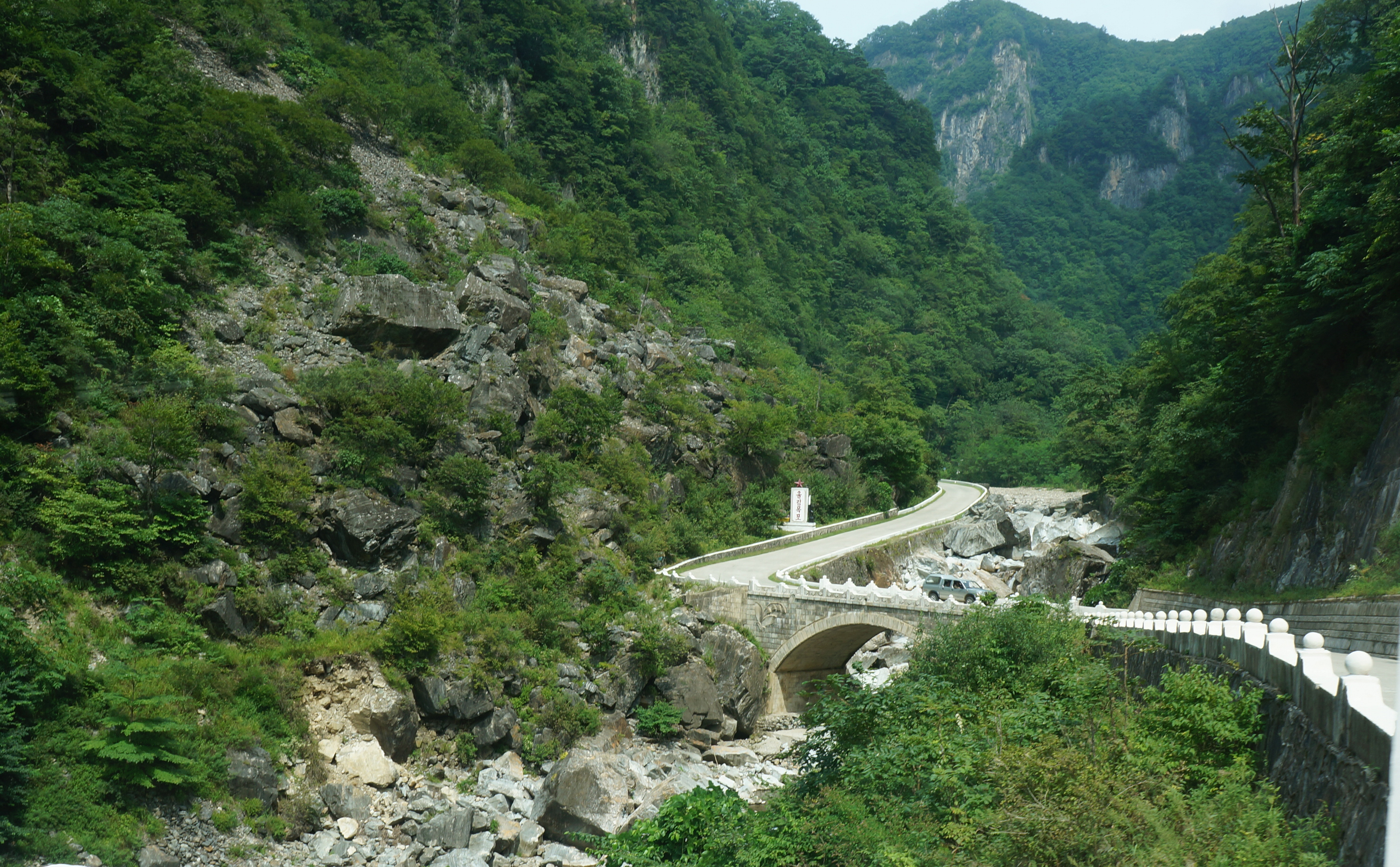
Route vers les cascades d'Ulim près de Wonsan
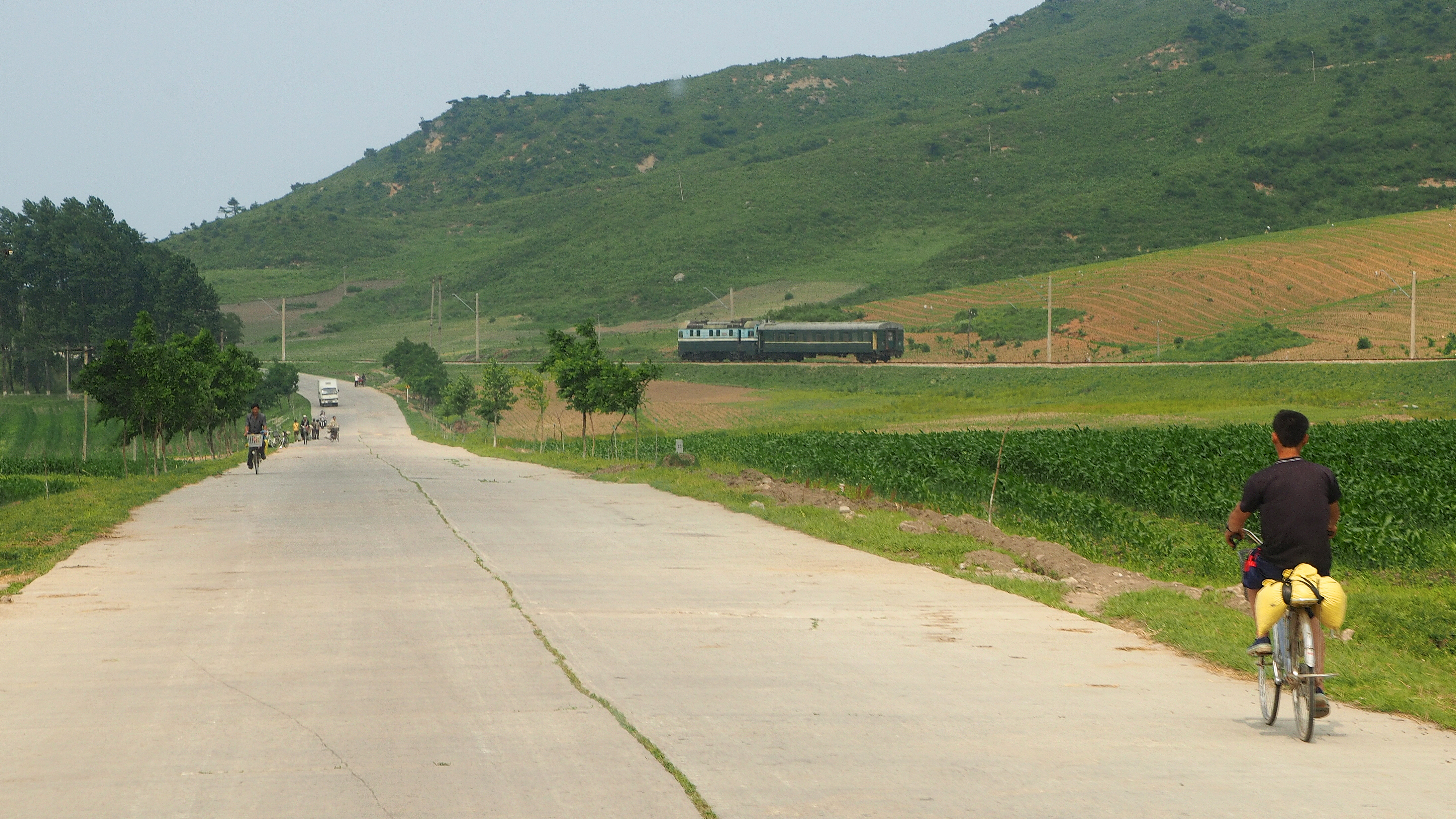
Route de Wonsan vers les monts Kumgang, le long du réseau ferroviaire
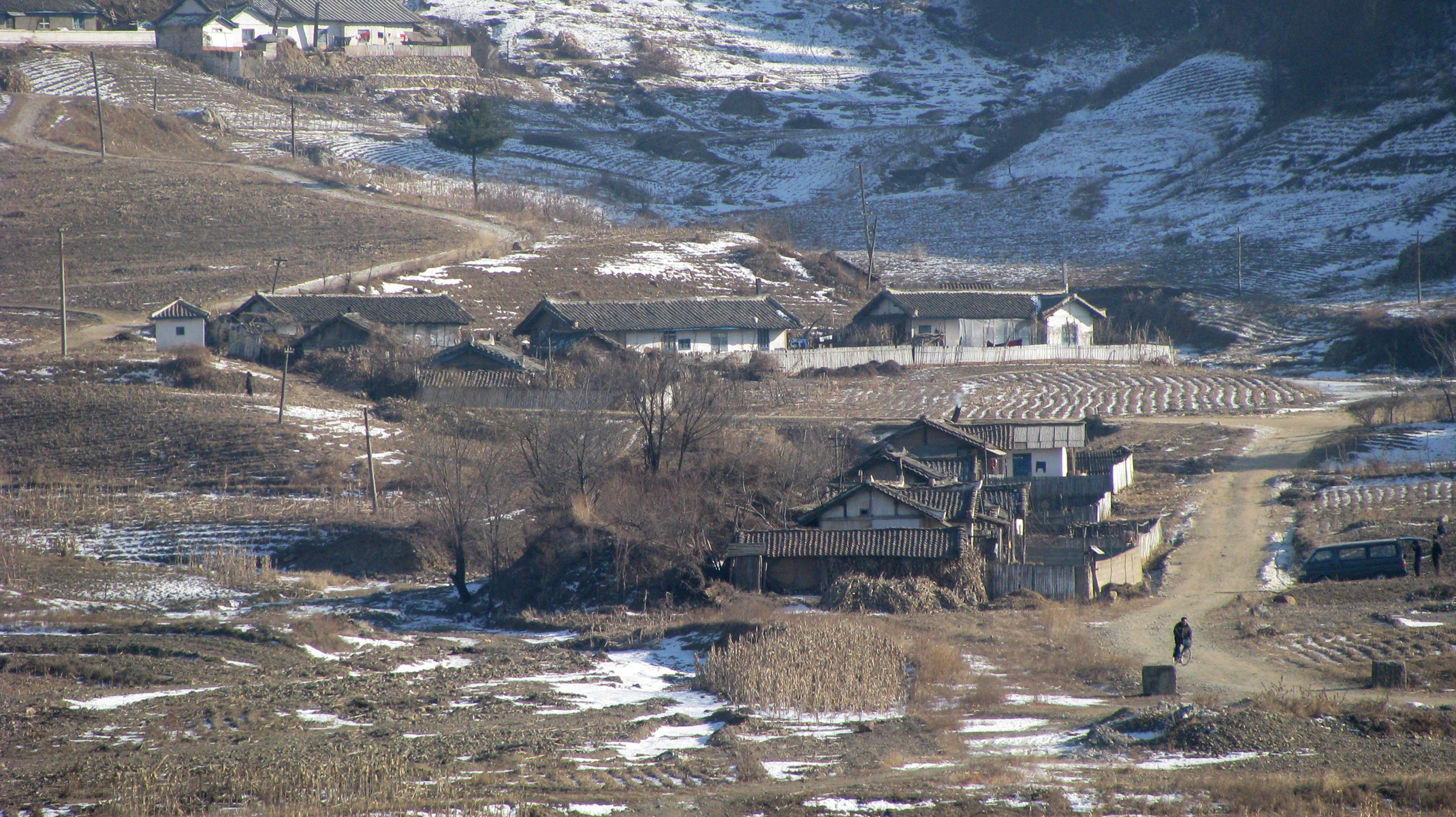
Route dans un village
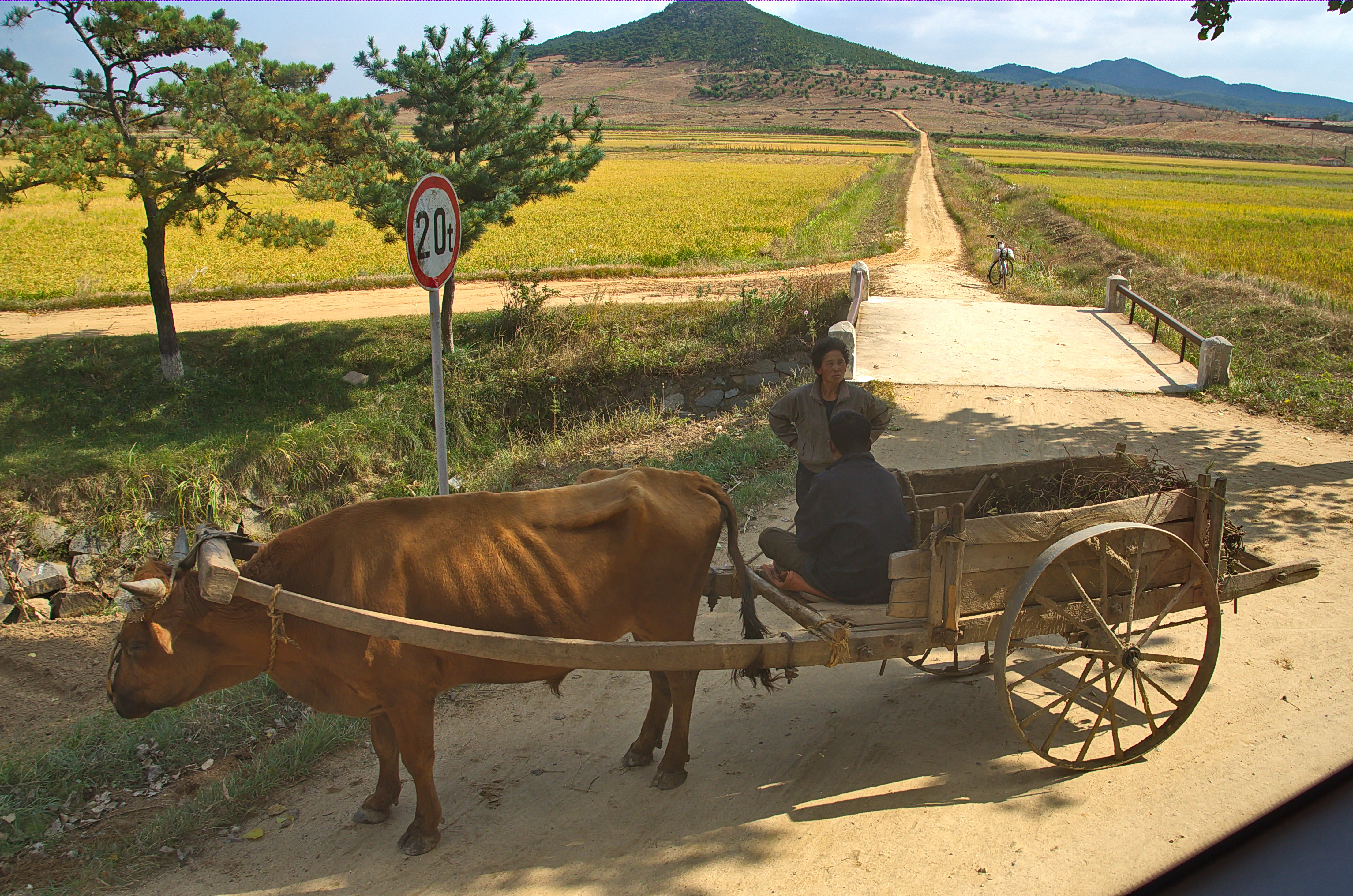
Route